# アーバンギャルド
アーバンギャルド（URBANGARDE）は、日本のポップロックバンドである。

## 来歴
2000年代中盤に松永天馬により結成。
2007年浜崎容子加入により活動を本格化し、2008年4月、1stアルバム『少女は二度死ぬ』をリリース。
2009年3月『少女は二度死ぬ（特装版）』を全国発売し、インディーズデビュー。ジャケットはトレヴァー・ブラウンが手掛ける。
2011年7月20日「スカート革命」でユニバーサルJよりメジャー・デビュー。10月にはメジャー1stアルバム『メンタルヘルズ』を発売。同アルバム収録リード曲「子どもの恋愛」はぴあフィルムフェスティバルの第21回PFFスカラシップ作品『恋に至る病』の主題歌に抜擢される。年末にはCOUNTDOWN JAPAN11/12に初のフェス出演。
2012年3月7日にはシングル「生まれてみたい」発売に併せ、同月20日にSHIBUYA-AXにて当時バンド史上最大規模のワンマン「アーバンギャルドのSHIBUYA-AXは、病気。」を開催のほか、名古屋を皮切りに初の全国ツアーを行う。10月24日に発売したメジャー2ndアルバム『ガイガーカウンターカルチャー』が10月23日付オリコンデイリーランキングで初登場10位にランクイン。12月1日、2日にはフランス・トゥールーズにて開催されたToulouse Game Showに招待され、初の海外ライブを経験。Nolifeを初めとするフランスのメディアに紹介される。
2013年、初のベスト・アルバム『恋と革命とアーバンギャルド』発売。7月、フランス・パリで開催されたJapan Expoに招待され、日本を代表するバンドのひとつとして紹介される。
2014年、徳間ジャパンへ移籍し6thアルバム『鬱くしい国』発表。ジャケットは会田誠が手掛ける。歴史的カルチャー誌『夜想』がアーバンギャルドを特集。初の書籍刊行となった。バンド主催のフェス『鬱フェス』をこの年より O-EAST などで毎年秋に開催。
2015年、「鬱だ一番！アーバンギャルドまつり2015」より、おおくぼけい（ザ・キャプテンズ/ケイ伯爵）が加入。また5月より全国ツアー「春を売れ！SPRING SALE TOUR」が開催され、ツアー中にはアメリカ・テキサス州アービングにて開催されたジャパンフェス「A-Kon」出演。
2017年、FABTONE Inc.に移籍し4年半ぶりのシングル「あくまで悪魔」をリリース。タワーレコードデイリーチャート1位（17年1/3付）・週間チャート5位、オリコンデイリーチャート4位・週間チャート17位と過去最高のバンド史上最高位を記録。
2018年4月4日、10周年記念アルバム『少女フィクション』発売。4月8日には中野サンプラザにて、10周年記念公演「アーバンギャルドのディストピア2018 KEKKON SHIKI」開催。この模様は、6月23日にBSスカパー!で放送された。スペシャルアルバム『愛と幻想のアーバンギャルド』発売。ジャケットは丸尾末広が手掛ける。
2019年、浜崎容子、松永天馬、おおくぼけいの三人体制に。テクノポップセットなど、新たなサウンドを模索。
2020年、バンドメンバーと藤谷千明による共著『水玉自伝 アーバンギャルド・クロニクル』を刊行。年始にセルフカヴァーを含む作品『TOKYOPOP』、年末にコロナ禍のリモートワークによるレコーディング作品『アバンデミック』と、2枚のアルバムをリリース。
2021年、所属事務所を離れ独立。リミックスを含むニューアルバム『TOKYOPOP2』をリリース。
2022年、「COUNTDOWN 15 years」と称し、15周年をカウントダウンするツアー、コンセプトライブを複数開催。
2023年、オールタイム・ベスト・アルバム『URBANGARDE CLASICK』、オールタイムBlu-ray&DVD『URBANGARDE VIDEOSICK』をユニバーサルミュージックよりリリース。また15周年記念公演「アーバンギャルドのディストピア2023 SOTSUGYOSHIKI」を中野サンプラザにて開催。
2024年、12枚目のアルバム『メトロスペクティブ』を発表。ジャケットは中村宏による円環列車シリーズ。MVでは虚飾集団廻天百眼、twinpaleなどとコラボを行う。また8月に初のアニメタイアップソングとなる『なぜ僕の世界を誰も覚えていないのか？』エンディングテーマ「愛、アムネシア」を発表。10月にはニューシングル「昭和百年少女」をリリースし、菊地成孔 feat.岩澤瞳-SPANK HAPPY カヴァーとなる「普通の恋」を収録。
2025年2月22日、初の野外ワンマンとなる17周年記念公演「アーバンギャルドの昭和百年・野音戦争」を日比谷野音にて開催。
2025年5月より久々の大規模全国ツアー「TOKYOPOP TOUR 2025」を三人編成のテクノポップセットで開催。

## 概要
男女のツインボーカル、ギター、キーボード、ドラム、シーケンサーによる編成で、自らの音楽性を「トラウマテクノポップ」と称する。 ライブでは歌・演奏以外にも詩の朗読やVJ映像を盛り込んだパフォーマンスを行っている。楽曲の全ての歌詞を松永天馬が担当。
松永の歌詞には必ずと言っていいほど「少女」が登場し、「性」「死」「病」といったネガティブなモチーフが取り上げられることが非常に多い。このような毒を含んだ歌詞を、80年代風テクノポップサウンドに乗せて、浜崎と松永のまったく対照的なツインボーカルで歌い上げるのが主な音楽的特徴といえる。2012年ごろからロック色が強くなり、電子音はそのままに、ニュー・ウェイヴ、パンク、メタル、プログレなど、様々なアプローチも見られる。
その他、文学、映画、漫画、アニメ、ファッション、アイドルといった諸文化からの引用も頻繁に用いられる。主にユニバーサルJ在籍時は歌詞の一部に伏字や規制音が被せられていることもある。メジャー2ndアルバム『ガイガーカウンターカルチャー』では、東日本大震災や原発事故を暗示するかのような表現も見られる。
アイコンとして赤と白の水玉やセーラー服がよく使用されている。ライブやMVなどではしばしば巨大なキューピー（都市夫と呼ばれている）の着ぐるみが登場する。

## メンバー
- 浜崎容子（はまさき ようこ、6月30日生まれ、血液型B型）

ボーカル担当。
愛称は「よこたん」。
愛猫はスコティッシュフォールドのソレイユとペルシャのリュヌ。
独学で宅録を学び、シャンソン歌手を経てバンドに。
2009年、土曜プレミアム『誰も守れない』にシャンソン歌手役として出演。
2010年、ソロアルバム「フィルムノワール」（現在iTunesのみ販売）リリース。
2016年2月、初の著書「バラ色の人生」（ロフトブックス）発刊。
同年6月二枚目のソロアルバム「Blue Forest」（KADOKAWA）発売。
同年7月よりNHK Eテレ『Let's天才てれびくん』のぱぺらぴ子の声として起用される。
同年8月写真家青山裕企とコラボ写真詩集「スクールガールトラウマ」発刊。モデルを務める。
- 松永天馬（まつなが てんま、1982年8月12日生まれ、血液型A型）

ボーカル担当。バンドのリーダー。俳優、映画監督、作家としても活躍。
愛称は「てまきゅん」。
同志社大学神学部卒業、在学中に早稲田大学に国内留学しロシア文学を学ぶ。
身長178cm。
詩のボクシングで優勝経験あり。
詩や演劇、映像での活動を経てバンドをスタート。
2013年、『死んでれら、灰をかぶれ』で小説家デビュー。S-Fマガジンを中心に短編を掲載し、2015年初の書籍『自撮者たち』を早川書房より刊行。
2015年、NHK Eテレ『Let's天才てれびくん』で初のテレビ番組レギュラー。
2016年、NHK BSプレミアム『シリーズ・江戸川乱歩短編集 1925年の明智小五郎』でドラマ初出演。
アーバンギャルドの楽曲をモチーフにした短編集『少女か小説か』を集英社より刊行。
2017年、ソロアルバム「松永天馬」リリース。
2019年、2月28日公開の眉村ちあき「荻窪選手権」ミュージックビデオに出演。
- おおくぼけい（1975年10月12日生まれ）

キーボード担当。
愛称は「けい様」。
性別は概ね男。
日本大学芸術学部音楽学科作曲コース中退。
様々なアーティストのサポート、映画、演劇の音楽の作編曲、フリー・インプロヴィゼーションなども並行して行う。
2016年、ミスiD2017に参加、ファイナリストとなる。
2017年、ソロアルバム「二十世紀のように」リリース。
ex.航空電子(「大久保敬」名義)、ザ・キャプテンズ(「ケイ伯爵」名義)、新宿フォーク(「大久保敬」名義)

### サポートメンバー
- 西村健　ギター担当。
- ぱーけん　ベース担当。ベッド・インwithパートタイムラバーズ
- 篤人　ドラムス担当。
- ミワ　ドラムス担当。音影、ex.OZWORLD、ムシケラトプス
- リウ　ベース担当。メトロノーム、ケラ&ザ・シンセサイザーズ
- 杉山圭一　マニピュレーター担当。ケラ&ザ・シンセサイザーズ、航空電子、ヤング100V

### 旧メンバー
- 宮下由美（みやした ゆみ）

ボーカル担当。2003年9月脱退。
- セリザワケイコ（せりざわ けいこ）

ボーカル担当。2005年6月脱退。
- 鮎川じゅん（あゆかわ じゅん）

ボーカル担当。2007年3月脱退。
- 藤井亮次（ふじい りょうじ）

クラフト担当。2011年5月脱退。
- 谷地村啓（やちむら けい）

キーボード担当。2013年9月解雇。
- 鍵山喬一（かぎやま きょういち）

ドラム担当。2014年10月脱退。
- 瀬々信（ぜぜ しん）

ギター担当。2019年3月脱退。

## ディスコグラフィー

### シングル
| 枚   | 発売日         | タイトル               | 収録曲 | 備考                             |
| ---- | -------------- | ---------------------- | --- | -------------------------------- |
| 1st  | 2007年5月6日   | 修正主義者             | 1. セーラー服を脱がないで 2. 修正主義者 3. 少女のすべて |                                  |
| 2nd  | 2010年7月9日   | 傷だらけのマリア       | 1. 傷だらけのマリア 2. あした地震がおこったら 3. ファミリーソング 4. 女の子戦争 YOKOTAN remix 5. 傷だらけのマリア (KARAOKE) | オリコン65位                     |
| 3rd  | 2011年7月20日  | スカート革命           | 1. スカート革命 2. プラモデル 3. スカート革命（インストゥルメンタル） 4. プラモデル（インストゥルメンタル） | メジャーデビュー作。オリコン46位 |
| 4th  | 2011年9月28日  | ときめきに死す         | 1. ときめきに死す 2. その少女、人形につき 3. ときめきに死す（インストゥルメンタル） 4. その少女、人形につき（インストゥルメンタル） | オリコン48位                     |
| 5th  | 2012年3月7日   | 生まれてみたい         | 1. 生まれてみたい 2. u星より愛をこめて 3. 生まれてみたい (instrumental) 4. u星より愛をこめて (instrumental) | オリコン95位                     |
| 6th  | 2012年6月20日  | 病めるアイドル         | 1. 病めるアイドル 2. 萌えてろよ feat.ぱすぽ☆ 3. スカート革命 (French pop ver.) 4. 病めるアイドル (instrumental) 5. 萌えてろよ (instrumental) | オリコン57位                     |
| 7th  | 2012年9月19日  | さよならサブカルチャー | 1. さよならサブカルチャー 2. なんとなく、カタルシス 3. 子どもの恋愛 (OTONA remix) 4. さよならサブカルチャー (instrumental) 5. なんとなく、カタルシス (instrumental) | オリコン85位                     |
| 8th  | 2017年1月4日   | あくまで悪魔           | 1. あくまで悪魔 2. 天使にしやがれ 3. あくまで悪魔 (Instrumental) 4. 天使にしやがれ (Instrumental) | オリコン17位                     |
| 9th  | 2021年11月19日 | TOKYOPOP2-D            | 1. 少女元年 (Mitch Murder REMIX) 2. 東京REMIX (NO-REMIX MIX) | カセットテープ                   |
| 10th | 2024年10月30日 | 昭和百年少女           | 1. 昭和百年少女（昭和百年テーマ曲） 2. 愛、アムネシア（TVアニメ『なぜ僕の世界を誰も覚えていないのか？』エンディングテーマ） 3. 普通の恋（菊地成孔 feat.岩澤瞳 - SPANK HAPPY カヴァー） 4. 昭和百年少女（instrumental） 5. 愛、アムネシア（instrumental） 6. 普通の恋（instrumental） |                                  |

### 配信限定シングル
|      | 発売日         | タイトル                                    |
| ---- | -------------- | ------------------------------------------- |
| 1st  | 2020年10月28日 | 神ングアウト                                |
| 2nd  | 2021年5月28日  | 天使にしやがれ (Android52 REMIX)            |
| 3rd  | 2021年6月11日  | あくまで悪魔 (yeule REMIX)                  |
| 4th  | 2021年6月25日  | 傷だらけのマリア (パソコン音楽クラブ REMIX) |
| 5th  | 2021年7月9日   | 平成死亡遊戯 (KOTONOHOUSE REMIX)            |
| 6th  | 2021年7月23日  | 鏡屋さん (YUC'e REMIX)                      |
| 7th  | 2022年12月3日  | サンタクロースビジネス                      |
| 8th  | 2023年1月1日   | いちご黒書                                  |
| 9th  | 2024年1月17日  | りぼん曼陀羅                                |
| 10th | 2024年2月7日   | メトロイメライ                              |
| 11th | 2024年8月21日  | 愛、アムネシア                              |

### コラボレーションシングル
| 発売日        | タイトル                                                                        | 規格品番 | 収録曲 | 備考                                                             |
| ------------- | ------------------------------------------------------------------------------- | -------- | --- | ---------------------------------------------------------------- |
| 2021年4月14日 | アニメ「幼女社長」キャラクターソング『令和絶対命令/セクレタリーの秘かな愉しみ』 | FBAC-143 | 1. 令和絶対命令 2. セクレタリーの秘かな愉しみ 3. 令和絶対命令 (Instrumental) 4. セクレタリーの秘かな愉しみ (Instrumental) | 「軽井沢ユキ(上坂すみれ)&アーバンギャルド」名義 オリコン最高86位 |

### アルバム
| 枚       | 発売日                 | タイトル                                                        | CD収録内容 | 備考 |
| -------- | ---------------------- | --------------------------------------------------------------- | --- | --- |
| 1st      | 2008年4月 2009年3月6日 | 少女は二度死ぬ 少女は二度死ぬ（特装盤）                         | 1. 水玉病 2. セーラー服を脱がないで (album mix) 3. 女の子戦争 4. ファッションパンク 5. オギノ博士の異常な愛情 6. ヌーヴォーロマン 7. いちご殺人事件 8. 仮想敵 9. 少女の壊しかた 10. コマーシャルソング 11. 四月戦争 BONUS TRACK 1. 月へ行くつもりじゃなかった 2. ロボットと私 | ジャケットイラストはトレヴァー・ブラウン 特装盤は全国CDショップでの流通にあたり、 完売した同名アルバムにボーナストラック2曲を追加したもの。オリコン238位                                                                                |
| 2nd      | 2009年10月9日          | 少女都市計画                                                    | 1. 恋をしに行く 2. コンクリートガール 3. 東京生まれ 4. アニメーションソング 5. リボン運動 6. 修正主義者 (concrete mix) 7. 少女のすべて (copperia mix) 8. 都市夫は死ぬことにした 9. ラヴクラフトの世界 | ジャケットイラストはMijn Schatje。オリコン148位 |
| 3rd      | 2010年10月8日          | 少女の証明                                                      | 1. プリント・クラブ 2. 傷だらけのマリア (proof mix) 3. 前髪ぱっつんオペラ 4. 保健室で会った人なの 5. スナッフフィルム 6. プロテストソング 7. あたま山荘事件 8. リセヱンヌ 9. ダブルバインド 10. 救生軍 | オリコン69位 |
| 4th      | 2011年10月26日         | メンタルヘルズ                                                  | 1. 堕天使ポップ 2. スカート革命 3. 子どもの恋愛 4. 墜落論 5. バースデーソング 6. ヴァガボンド・ヴァージン 7. 雨音はシャロンの調べ 8. ゴーストライター 9. 粉の女 10. ときめきに死す (Hell's mix) 11. ももいろクロニクル | メジャー1stアルバム。オリコン41位 |
| 5th      | 2012年10月24日         | ガイガーカウンターカルチャー                                    | 1. 魔法少女と呼ばないで 2. さよならサブカルチャー 3. 病めるアイドル 4. 処女の奇妙な冒険 5. コミック雑誌なんかILLかい 6. 生まれてみたい 7. 眼帯譚 8. 血文字系 9. トーキョー・天使の詩 10. ガイガーカウンターの夜 11. ノンフィクションソング | メジャー2ndアルバム。オリコン24位 |
| ベスト   | 2013年6月19日          | 恋と革命とアーバンギャルド                                      | 1. 初恋地獄篇 2. 都会のアリス 3. 女の子戦争 4. セーラー服を脱がないで 5. ベビーブーム 6. 水玉病 7. コンクリートガール 8. 修正主義者 9. 傷だらけのマリア 10. あした地震がおこったら 11. スカート革命 12. ときめきに死す 13. 生まれてみたい 14. 病めるアイドル 15. さよならサブカルチャー 16. ももいろクロニクル（前衛都市学園合唱団mix）                                                                                     | 初のベストアルバム。 1、2は佐久間正英プロデュースによる新曲。 5は初収録。 16はリミックス。オリコン23位 |
| 6th      | 2014年6月18日          | 鬱くしい国                                                      | 1. ワンピース心中 2. さくらメメント 3. 生教育 4. 君にハラキリ 5. ロリィタ服と機関銃 6. 自撮入門 7. アガペーソング 8. ガールズコレクション 9. 戦争を知りたい子供たち feat.大槻ケンヂ 10. R.I.P.スティック 11. 僕が世 | メジャー3rdアルバム。 ジャケットイラストは会田誠。オリコン37位 |
| 1stmini  | 2015年5月2日           | 少女KAITAI                                                      | 1. コインロッカーベイビーズ 2. 原爆の恋 3. ファンクラブソング 4. いちご売れ 5. 生まれてみたい YOKOTAN REMIX（KAI版） 6. 都会のアリス 戸田宏武（新宿ゲバルト）REMIX（TAI版） | 会場限定ミニアルバム。 |
| 7th      | 2015年12月9日          | 昭和九十年                                                      | 1. くちびるデモクラシー 2. ラブレター燃ゆ 3. コインロッカーベイビーズ 4. シンジュク・モナムール 5. 詩人狩り 6. 箱男に訊け 7. 昭和九十年十二月 8. あいこん哀歌 9. ゾンビパウダー 10. 平成死亡遊戯 11. オールダウトニッポン | メジャー4thアルバム。 ジャケットイラストはトレヴァー・ブラウン。オリコン31位 |
| 2ndmini  | 2016年4月2日           | 昭和九十一年                                                    | 1. ふぁむふぁたファンタジー 2. 大破壊交響楽 3. マイナンバーソング 4. HALの惑星 5. くちびるデモクラシー GOATBED REMIX（サル版） 6. 箱男に訊け KEISAMA REMIX（ヒト版） | 会場限定ミニアルバム。 |
| LIVE     | 2017年4月12日          | アーバンギャルド 2016 XMAS SPECIAL HALL LIVE 天使 des 悪魔      | 1. Overture 2. あくまで悪魔 3. 傷だらけのマリア 4. ワンピース心中 5. ふぁむふぁたファンタジー 6. ゾンビパウダー 7. 水玉病 8. アガペーソング 9. 天使にしやがれ 10. 箱男に訊け 11. 都会のアリス 12. 大破壊交響楽 13. 堕天使ポップ 14. いちご売れ 15. あくまで悪魔（Reprise） | 初のライブアルバム。オリコン48位 |
| 8th      | 2018年4月4日           | 少女フィクション                                                | 1. あたしフィクション 2. あくまで悪魔 3. ふぁむふぁたファンタジー 4. トーキョー・キッド 5. ビデオのように 6. 大人病 7. インターネット葬 8. 鉄屑鉄男 9. キスについて 10. 少女にしやがれ 11. 大破壊交響楽 | 10周年記念アルバム。オリコン43位 |
| SP       | 2018年11月21日         | 愛と幻想のアーバンギャルド                                      | 1. 少女元年 2. 鏡屋さん 3. マイナンバーソング 4. HALの惑星 5. ファンクラブソング 6. いちご売れ 7. プラモデル 8. その少女、人形につき 9. u星より愛をこめて 10. 萌えてろよfeat.ぱすぽ☆ 11. なんとなく、カタルシス 12. テロル 13. コスプレイヤー 14. 天使にしやがれ 15. レディメイドソング（既製品-readymade- ver.） 16. セーラー服を脱がないで（2012 ver.）                                                                   | 10周年記念、新曲＋カップリング＋会場限定＋アルバム未収録曲を集めたスペシャルアルバム。 初回限定盤には2018年4月に開催された 「アーバンギャルドのディストピア2018KEKKONSHIKI@中野サンプラザホール」DVDを同梱。 オリコン44位               |
| 9th      | 2020年1月1日           | TOKYOPOP                                                        | 1. 東京は令和零時 2. 言葉売り 3. 修正主義者（SHINJUKU SYNDROME ver.） 4. 水玉病（HARAJUKU HOLIC ver.） 5. メタ・セクスアリス 6. ビデオのように（Seiho REMIX） 7. FMっぽいの好き 8. スカート革命（ROPPONGI ROUGE ver.） 9. 自撮入門（SHIBUYA SUCK ver.） 10. アンドロイド輪舞曲 11. 少女にしやがれ（NAKANO NOSTALGIC ver.） 12. ももいろクロニクル（REIWA RAP ver.） 13. ワンピース心中（Yunomi REMIX） 14. 東京爆発、その後 | 新曲数曲に加え、他アーティストによるリミックス、セルフカヴァーをこの「テクノポップ・セット」で収録する"再構築"アルバム。 初回限定盤は写真集仕様。 オリコン194位                                                                         |
| 10th     | 2020年11月25日         | アバンデミック                                                  | 1. 神ングアウト 2. 君は億万画素 3. マスクデリック(ver.2.0) 4. 映えるな 5. チャイボーグKYOKO 6. アルトラ★クイズ 7. クラブ27 8. バンクシーの恋人 9. シガーキス 10. 白鍵と黒鍵のあいだで 11. ダークライド | コロナ禍を受けて制作されたアルバム。 初回限定盤には「アーバンギャルドPRESENTS鬱フェス2020〜新しいライヴ様式〜2020.9.13 TSUTAYA O-EAST」を収録。 オリコン72位                                                                            |
| 11th     | 2021年8月4日           | TOKYOPOP 2                                                      | 1. 東京爆発、その後2 2. アンドロギュノス 3. 傷だらけのマリア (パソコン音楽クラブ REMIX) 4. 鏡屋さん (YUC'e REMIX) 5. 天使にしやがれ (Android52 REMIX) 6. あくまで悪魔 (yeule REMIX) 7. 平成死亡遊戯 (KOTONOHOUSE REMIX) 8. 都会のアリス (YOYOGI YOBIKOU ver-β) 9. 東京REMIX | パソコン音楽クラブ、Yeule (ユール)、YUC'e (ゆーしぇ)、Android52、KOTONOHOUSEらによる 既存曲のリミックスに加え、新曲を収録した『再構築アルバム』。ジャケットデザインは、韓国在住のイラストレーター・ナム13が手掛けている。 オリコン136位 |
| ベスト   | 2023年 1月25日         | URBANGARDE CLASICK ～アーバンギャルド15周年オールタイムベスト～ | CD3枚組 DISC-1〈2007-2013〉(15曲) | [※1]：新曲 [※2]：新リミックス [※3]：ライブ音源 |
| LIVE     | 2023年10月25日         | SOTSUGYOSHIKI アーバンギャルドのディストピア2023                | ●DISC1（CD） | 完全限定生産。15周年中野サンプラザ公演を音源、映像の双方から完全収録。 2CD+Blu-ray |
| 12th     | 2024年2月28日          | メトロスペクティブ                                              | 1. アング・ラグラ 2. メトロイメライ 3. いちご黒書 4. トー横キッス 5. Dr.脳 6. ミームなゲーム 7. 歌舞伎ブギウギ 8. 背神者 9. 青春失格 10. サンタクロースビジネス 11. Sick Sick シックスティーン 12. りぼん曼陀羅（metrospective.ver） ●DISC2（DVD・初回豪華盤のみ） アーバンギャルド 2022 XMAS SPECIAL HALL LIVE サンタクロース・ビジネス                                                                                    | |
| 3rd mini | 2025年5月3日           | TOKYOPOP3                                                       | 1. TOKYO禁猟区 2. バビロマンサー 3. 新世再図 4. あくまで悪魔（Ginza Grand Guignol ver.） 5. 大破壊交響楽（Shinagawa Seaside Suicide ver.） 6. 女の子戦争（Hibiya Historic Hysteric ver.） | 会場限定ミニアルバム。 |

### コラボレーションアルバム
- ソワカちゃんとアーバンギャルド（2010年8月14日発売）護法少女ソワカちゃんの作者kihirohitoとの6曲入りコラボレーションアルバム。お互いの曲のカバーの他、共同制作の新曲も収録。

### ソロアルバム

#### 松永天馬
- 松永天馬（2017年7月26日発売）
- 生欲（2019年9月4日発売）
- 不惑惑惑（2022年11月2日発売）

#### おおくぼけい
- 20世紀のように（2017年10月25日発売）

### V.A.＆ゲスト参加
| 発売日         | タイトル                                                                            | 規格品番              | 収録曲 | 備考                 |
| -------------- | ----------------------------------------------------------------------------------- | --------------------- | --- | -------------------- |
| 2008年07月09日 | 東京ゲリラ                                                                          | DDCH-2309             | 「エクリチュールアバンチュールシュール」                                                                            | CITRON RECORDINGS    |
| 2009年10月14日 | 東京ゲリラ2                                                                         | LOCL-012              | 「オペラ・オペラシオネル」                                                                                          | LOFT RECORDS/C-LINK  |
| 2010年10月20日 | 21世紀さん sings ハルメンズ                                                         | VICL-63567            | 浜崎容子がボーカルで2曲参加                                                                                         | Victor Entertainment |
| 2011年04月27日 | ムーンライダーズ『カメラ=万年筆スペシャル・エディション』                           | CRCP-20472            | DISC2のリミックス盤に「狂ったバカンス」で参加                                                                       | クラウン             |
| 2013年11月06日 | ムーンライダーズ『モダーン・ラヴァーズ』                                            | CRCP-20502            | DISC2のリミックス盤に「グルーピーに気をつけろ」で参加                                                               | クラウン             |
| 2014年10月08日 | 筋肉少女帯『SHOW MUST GO ON』                                                       | TKCA-74148 TKCA-74152 | 「霊媒少女キャリー」浜崎容子がゲストボーカルで参加                                                                  | JAPAN RECORD         |
| 2014年12月17日 | *かしぶち哲郎トリビュート『a tribute to Tetsuroh Kashibuchi〜ハバロフスクを訪ねて』 | PCD-18779             | 「スカーレットの誓い」カヴァー                                                                                      | P-VINE               |
| 2015年08月26日 | No Lie-Sense「THE FIRST SUICIDE BIG BAND SHOW LIVE 2014」                           | 4R-0005               | だるい人 feat.浜崎容子 DEAD OR ALIVE feat.浜崎容子 大通はメインストリート feat.浜崎容子                             | ナゴムレコード       |
| 2016年11月3日  | GROOVE UNCHANT「鏡の中の十月/I Thought It Was You」                                 | UCT-024               | 鏡の中の十月 feat.浜崎容子(アーバンギャルド)                                                                        | UNCHANTABLE RECORDS  |
| 2017年05月17日 | NHK Let's天才てれびくん『NHK Let's天才てれびくん サウンドトラック』                 | PCCG.01600            | 「キスミーきれいみー」                                                                                              | ポニーキャニオン     |
| 2019年09月25日 | FUTURETRON RECYCLER 1980年代楽曲カヴァー・コンピレーションアルバム                  | LACA-10005            | いとうせいこう & TINNIE PUNKS「東京ブロンクス」カヴァー 「松永天馬 et おおくぼけい」として参加 （浜崎容子は不参加） | LAZY ART             |

### Blu-ray/DVD
|        | 発売日                                                    | タイトル                                                                  | 規格品番                                         | 最高位 | 備考 |
| ------ | --------------------------------------------------------- | ------------------------------------------------------------------------- | ------------------------------------------------ | ------ | --- |
| 1st    | 2012年1月25日 2013年6月19日(生産限定スペシャルプライス版) | プロパガンダヴィデオ2012                                                  | UPBH-1301 UPBH-9517:生産限定スペシャルプライス版 | 60位   | メジャー・インディーズ期を問わず2011年までのほぼすべてのPVを収録（「女の子戦争」のみ未収録）。ボーナストラックとして振り付けを学べるダンスレッスンなどが収められている。ジャケットイラストは古屋兎丸。 |
| 2nd    | 2012年6月20日                                             | アーバンギャルドのSHIBUYA-AXは、病気。                                    | UPBH-9489                                        | 55位   | 2012年3月にSHIBUYA-AXで行われた同名ライブのDVD。7曲入りCD「不良少女のアーバンギャルド」が同梱されている。                                                                                              |
| 3rd    | 2015年4月1日                                              | アーバンギャルドのクリスマス〜SANTACLAUS IS DEAD〜                        | ZETO-009                                         | 非流通 | 2014年12月に日本橋三井ホールで開催された同名ライブのDVD。会場＆通販限定。 |
| 4th    | 2016年4月2日                                              | アーバンギャルド 2015 XMAS SPECIAL HALL LIVE 昭和九十年十二月             | ZETO-012                                         | 非流通 | 2015年12月22日に東京・大和田さくらホールで開催された同名ライブのDVD。会場＆通販限定。 |
| 5th    | 2019年3月                                                 | This is TRAUMA TECHNO POP                                                 | ZETO-015                                         | 非流通 | |
| 6th    | 2022年3月                                                 | LIVE AVANTDEMIC TOUR                                                      | ZETO-016                                         | 非流通 | |
| ベスト | 2023年3月29日                                             | URBANGARDE VIDEOSICK ～アーバンギャルド15周年オールタイムベスト・映像篇～ | UPBY-5099/100 UPXY-6092                          |        | ユニバーサルミュージックよりリリース。初のベスト映像集。 初のブルーレイ作品となる。 |
| 7th    | 2023年7月1日                                              | DANCE!TOKYOPOP2                                                           | ZETO-019                                         | 非流通 | |

## タイアップ一覧
| 使用年           | 曲名                   | タイアップ                                                                             |
| ---------------- | ---------------------- | -------------------------------------------------------------------------------------- |
| アーバンギャルド |                        |                                                                                        |
| 2011年           | スカート革命           | MBSテレビ『ENT』7月度エンディングテーマ                                                |
| 2012年           | 子どもの恋愛           | 映画『恋に至る病』主題歌                                                               |
| 2012年           | さよならサブカルチャー | ニコニコ生放送 音楽情報番組『おとちぇき!!』9月エンディングテーマ                       |
| 2012年           | さよならサブカルチャー | TOKYO FM『RADIO DRAGON』9月度エンディングテーマ                                        |
| 2015年           | さくらメメント         | テレビ埼玉『HOT WAVE』1月度エンディングテーマ                                          |
| 2016年           | キスミーきれいみー     | NHK Eテレ『Let's 天才てれびくん』挿入歌（2016年7月 - 2017年3月30日）                   |
| 2017年           | あくまで悪魔           | テレビ埼玉『HOT WAVE』1月度オープニングテーマ                                          |
| 2024年           | 愛、アムネシア         | TOKYO MX、BS朝日、関西テレビ『なぜ僕の世界を誰も覚えていないのか？』エンディングテーマ |
| 浜崎容子         |                        |                                                                                        |
| 2017年           | 雨音はショパンの調べ   | BSフジ『Esprit Japon』12月度エンディングテーマ                                         |
| 松永天馬         |                        |                                                                                        |
| 2017年           | ラブハラスメント       | BSフジ『Esprit Japon』6月度エンディングテーマ                                          |

## ミュージックビデオ
| 監督       | 曲名 |
| 松永天馬   | 「ときめきに死す」「スカート革命」「プリント・クラブ」「生まれてみたい」 「水玉病」「自撮入門」「魔法少女と呼ばないで」「セーラー服を脱がないで」「傷だらけのマリア」「コンクリートガール」「女の子戦争」「コマーシャルソング」「四月戦争」「恋をしに行く」「その少女、人形につき」「ラヴクラフトの世界」「あくまで悪魔」「ふぁむふぁたファンタジー」 |
| 青木亮二   | 「コインロッカーベイビーズ」「さくらメメント」「都会のアリス」「病めるアイドル」「さよならサブカルチャー」 「くちびるデモクラシー」「あくまで悪魔（松永天馬と共同監督）」「ふぁむふぁたファンタジー（松永天馬と共同監督）」 |
| ターボ向後 | 「ラブレター燃ゆ」「平成死亡遊戯」 |
| 古賀学     | 「ワンピース心中」 |
| 坂本渉太   | 「アンドロギュノス」 |